# یواس‌سی‌جی‌سی بالسام (دبلیوال‌بی-۶۲)
یواس‌سی‌جی‌سی بالسام (دبلیوال‌بی-۶۲) (به انگلیسی: USCGC Balsam (WLB-62)) یک کشتی است که طول آن ۱۸۰ فوت (۵۵ متر) می‌باشد. این کشتی در سال ۱۹۴۲ ساخته شد.